# Splinternet
Splinternet, ook wel cyberbalkanisering of balkanisering van het web genoemd, verwijst naar het uiteenvallen van de internetpopulatie in verschillende deelgroepen. De term verwijst naar het woord balkanisering. Dit is het uiteenvallen van verschillende staten in kleinere deelstaten. Cyberbalkanisering gaat dus over de balkanisering van het internet. De opdeling in kleinere deelgroepen kan tot stand komen door verschillende factoren zoals geografische grenzen en ideologische opvattingen.
Uit Nederlands onderzoek is gebleken dat het internetgebruik in Nederland in de jaren 2009 en 2012 is toegenomen. Tijdens deze drie jaren is het gemiddeld, dagelijks gebruik van het internet gestegen van 82% naar 87% (procent ten opzichte van de Nederlandse bevolking). Door deze stijging krijgt het internet meer invloed op zijn gebruikers. De opinies van deze gebruikers worden immers gevormd aan de hand van de informatie die er te zien is op het wereldwijde web. Het surfen helpt als het ware om de meningen van de wereldpopulatie te vormen. Wanneer mensen online surfen, gaat men vaker omgaan met andere internetgebruikers die dezelfde opvattingen delen. Zo zullen liberalen vooral communiceren met andere liberalen en meer websites met een liberale achtergrond bezoeken. Door het surfen worden de eigen opvattingen van internetgebruikers als het ware ‘bevestigd’. Uiteindelijk ontstaan er verschillende, homogene groepen van internetgebruikers die zich afzetten tegen de maatschappij. Dit wordt omschreven als een ‘virtuele verzuiling’.

## Oorzaken
De oorzaken van cyberbalkanisering worden opgedeeld in twee categorieën. Eerst worden de persoonlijke oorzaken besproken, namelijk individualisering en interesses. Daarna komen de maatschappelijke oorzaken aan bod. Hieronder vallen technologie, merkentrouw, politiek, nationalisme en protectionisme.

### Persoonlijke oorzaken

#### Ideologie
De individualisering van de mens start bij de overgang naar een geïndustrialiseerde samenleving, waardoor er een einde komt aan de verzuiling. Sindsdien tracht de mens zich stilaan te bevrijden van de strenge waarden en normen die tot dan hun leven hebben gedomineerd. De mens tracht als het ware meer en meer zijn eigen biografie te schrijven. Dit individualiseringsproces noemt Kunneman de overgang van de collectieve theemutscultuur naar het geïndividualiseerde walkman-ego, waarbij het walkman-ego, zelf kiest naar wat hij luistert (of doet). Met de komst van het internet vindt de individualisering ook online plaats.

#### Interesse
Door het vervagen van de waarden en normen werden de mensen volgens Beck “kinderen van de vrijheid”. Mensen krijgen meer vrijheid en vrije tijd om aan zelfontplooiing te doen. Door de inzichten van Maslow en diens behoeftepiramide kan dit worden bevestigd. De moderne mens streeft naar zelfactualisatie en wil daarbij zijn groeimogelijkheden ten volste benutten. Hieruit volgt dat er meer ruimte is voor diversiteit. Doordat mensen streven naar zelfactualisering, worden zij kritischer, mondiger en veeleisender. Door deze toegenomen mondigheid gaan mensen hun eigen set van waarden en normen meer en meer proberen te verdedigen.

### Maatschappelijke oorzaken

#### Technologie
De technologische vooruitgang zorgt voor steeds meer nieuwe apparaten die zich kunnen verbinden met het internet. Terwijl men vroeger enkel via een computer op het internet kon, kan dit nu via onder meer een smartphone of een horloge. Deze verscheidenheid in toestellen zorgt ervoor dat de surfende bevolking kan worden opgesplitst in verschillende deelgroepen. Enerzijds zijn er de personen die op het internet browsen via een computer, anderen doen het via een laptop en nog anderen doen het via smartphones en dergelijke. Uit onderzoek blijkt dat het mobiel internetgebruik in België tussen de jaren 2011 en 2013 is toegenomen. Er kan dus besloten worden dat door de technologische ontwikkelingen van het afgelopen decennium, onze internetpopulatie is verdeeld (gebalkaniseerd) in groepen, naargelang het medium dat men gebruikt om zich te verbinden met het internet.
Elk van deze verschillende technologieën heeft een eigen manier van hoe informatie aan zijn gebruikers wordt getoond. Zo kan er op een computer- of laptopscherm veel meer informatie (bijvoorbeeld: advertenties) weergeven worden dan op een smartphone. Uiteindelijk wordt de informatie die men verkrijgt, bepaald door het medium waarmee men op het internet is aangesloten.

#### Merkentrouw en commercialisering
Merkentrouw is de mate waarin consumenten trouw blijven aan een bepaald merk. Het gaat hier om het herhaald aankopen van een specifiek merk. Merken over de hele wereld beseffen dat merkentrouw enorm belangrijk is om winstgevend te zijn. Apple en Google zijn hier goede voorbeelden van. Sinds de komst van de smartphones, trachten beide bedrijven hun eigen software te promoten door deze als standaard aan te bieden bij hun nieuwe producten. Een voorbeeld hiervan is dat bij elke nieuwe computer van Apple, Safari (browser ontwikkeld speciaal voor Apple-toestellen) staat ingesteld als standaardbrowser. Anderzijds heeft Google een samenwerking met het welbekende Nokia. Het is dan ook logisch dat Nokia zijn toestellen uitrust met software dat is geproduceerd door Google. Meer bepaald gaat het hier om Android.
Hieruit kan worden afgeleid dat consumenten door het kopen van een smartphone, computer of laptop, meteen in een bepaalde richting worden gestuurd. Grote fabrikanten als Google en Apple zorgen er als het ware voor dat de internetpopulatie in verschillende deelgroepen uiteen valt.

#### Politiek en nationalisme
In de inleiding is er reeds gesproken over het feit dat surfen een invloed heeft op de opinies van internetgebruikers. Politici over de hele wereld zijn zich hiervan bewust. Als gevolg daarvan zijn er bepaalde landen die de toegang tot bepaalde delen van het wereldwijde web blokkeren. In China bijvoorbeeld, is er het fenomeen van het vijftigcentleger. Dit is een groep internetgebruikers die ingehuurd worden door de Chinese Communistische Partij (CPC). De bedoeling van deze groepering bestaat erin om discussies op het internet in het voordeel van de communistische partij (die sinds 1949 aan de macht is in China) te sturen. Voor deze diensten zouden de leden van deze groepering een vergoeding krijgen afhankelijk van verschillende factoren. Om een vergoeding te bepalen wordt er onder andere gekeken naar de website waarop een reactie wordt geplaatst alsook de grootte van de reactie. Op deze manier worden internetgebruikers die actief deelnemen aan dit soort discussies misleid. Discussies worden als het ware vervalst.
Een ander voorbeeld van politieke invloeden op het web is te vinden in Turkije. De Turkse premier Recep Tayyip Erdogan en zijn regering blokkeerden net voor de gemeenteraadsverkiezingen de sociaalnetwerksite Twitter. Aangezien Twitter een belangrijk middel was om propaganda te voeren tegen de Turkse premier en diens partij, is er in de regering beslist om de netwerksite tijdelijk te blokkeren in het hele land. Deze blokkering leidde uiteindelijk tot een reeks protesten in heel Turkije.

#### Protectionisme
In 2013 kwamen enkele grote internetschandalen aan het licht. De onthullingen van Edward Snowden zorgden voor heel wat controverse bij de wereldburgers. Het bleek dat de National Security Agency (NSA; die werkt onder Amerikaanse vlag) ook vriendschappelijke landen bespioneerde, waaronder ook België en Nederland. Door het uitlekken van deze gevoelige informatie, zijn de debatten over cyberveiligheid opnieuw een actueel thema geworden. Zo zijn er steeds meer politieke overheden die maatregelen nemen om hun land te beschermen tegen spionage via het internet. De frustraties bij bepaalde landen zijn enorm groot. Eind 2013 sprak de Braziliaanse president Dilma Rousseff zich uit over de spionagepraktijken van de Amerikaanse veiligheidsdiensten. Op een conventie van de Verenigde Naties maande zij andere landen om een eigen intranet op te starten, los van het huidige internet dat vooral wordt beheerd door de Amerikanen.
Het creëren van nationale intranetten zou ervoor zorgen dat de huidige, geografische grenzen, zich ook zullen weerspiegelen op het internet. Door het uitbouwen van intranetten zouden repressieve landen zoals China, Iran en Syrië hun nationalisme en politieke invloed nog beter kunnen verspreiden. Deze intranetten zouden vrij zijn van enige vorm van westerse invloed, wat het voor de lokale leiders makkelijk maakt om hun surfende bevolking te beïnvloeden.

## Gevolgen

### Egocultuur van het web
De doorgedreven individualisering is een van de aanleidingen voor het ontstaan van een egocultuur. Dit is een cultuur waarin het ego zichzelf belangrijker acht dan anderen. Ook de eigen belangen krijgen hierbij voorrang op de collectieve belangen. Individuen eisen voortdurende bevestiging van hun omgeving. Deze behoefte naar bevestiging gaat enorm ver. Wanneer de omgeving daar niet correct op inspeelt, dan zal er een bepaalde afkeer ontstaan bij het individu. De personen die op dat moment niet correct inspelen op de behoeften van het individu, kunnen aanzien worden als ‘niet-loyaal’.
Een voorbeeld is terug te vinden bij jongeren en hun zelfbeeld. Hun zelfbeeld wordt beïnvloed door wat zij te zien krijgen in de dagelijks reclame en op het internet. Reeds bij de opvoeding wordt er met kinderen omgegaan alsof zij centraal staan en dat zij steeds moeten trachten om hun zin te krijgen. Dit heeft echter gevolgen voor de latere relaties die kinderen zullen aangaan. Zo zullen deze jongeren bijvoorbeeld ‘eisen’ dat hun partner later zal ingaan op al hun behoeften. Het resultaat hiervan is dat jongeren geen seksuele remmingen meer hebben. Dit leidt verder tot een doorgedreven lichaamscultuur. Zo kan dit onder andere deels verklaren waarom puberende jongens plots de drang krijgen om zich wekelijks naar het lokale fitnesscenter te begeven.
Deze egocultuur weerspiegelt zich uiteindelijk ook op het internet. Dit vindt men terug op de verschillende sociaalnetwerksites. Enerzijds zorgen deze sociaalnetwerksites dat de individuen met oogkleppen kijken naar alles wat op hen afkomt. Men is zich niet bewust dat informatie voor hen wordt gefilterd. Anderzijds leven gebruikers van sociale media in een cultuur waar zij hun eigen status proberen te verduidelijken. De sociale media zorgt als het ware voor narcisme en egotripperij bij zijn gebruikers.

### Cyberbalkanisering
Uiteindelijk zijn er meerdere zaken die de balkanisering van het internet in de hand werken. Het valt op dat de toekomst van het internet in het gedrang komt. Wat ooit een vanzelfsprekendheid was, is sinds de ontwikkelingen in 2013 onzeker. Als er ‘nationale intranetten’ komen, zal de cyberbalkanisering pas echt vorm krijgen.